# Eburia maccartyi
Eburia maccartyi är en skalbaggsart som beskrevs av Noguera 2002. Eburia maccartyi ingår i släktet Eburia och familjen långhorningar. Inga underarter finns listade i Catalogue of Life.